# 台灣播出之日劇列表 (2011年)
台灣播出之日劇列表為在2011年台灣播映過之日本戲劇
| 日期     | 劇名                          | 日本電視台 | 台灣電視台 | 主要演員             | 網站                        |
| 1月1日   | 烏龍派出所真人版              | TBS        | 衛視電影台 | 香取慎吾             | 網頁                        |
| 1月6日   | 月之戀人                      | CX         | 緯來日本台 | 木村拓哉             | 網頁 （页面存档备份，存于） |
| 1月19日  | 不良仔與眼鏡妹                | TBS        | 緯來日本台 | 成宮寬貴             | 網頁 （页面存档备份，存于） |
| 1月20日  | 老人．金魚．少女              | NHK        | 公共電視台 | 原田芳雄、尾野真千子 | 網頁 （页面存档备份，存于） |
| 1月20日  | 黃金豬女王                    | NTV        | 緯來日本台 | 篠原涼子             | 網頁 （页面存档备份，存于） |
| 1月26日  | 完美小姐進化論                | TBS        | 緯來日本台 | 龜梨和也             | 網頁（页面存档备份，存于）  |
| 2月4日   | SMAP毒蕃茄事件                | EX         | 國興衛視   | SMAP                 | [ 網頁]                     |
| 2月7日   | 絕對零度                      | CX         | 緯來日本台 | 上戶彩               | 網頁                        |
| 2月12日  | 教我愛的一切                  | CX         | 緯來日本台 | 戶田惠梨香、三浦春馬 | 網頁 （页面存档备份，存于） |
| 2月22日  | 白色榮光 SP                   | KTV        | 緯來日本台 | 伊藤淳史             | 網頁 （页面存档备份，存于） |
| 2月24日  | 白色榮光2                     | KTV        | 緯來日本台 | 伊藤淳史             | 網頁 （页面存档备份，存于） |
| 3月14日  | 美麗鄰人                      | KTV        | 緯來日本台 | 仲間由紀惠           | 網頁（页面存档备份，存于）  |
| 3月23日  | 不毛地帶                      | CX         | 緯來日本台 | 唐澤壽明             | 網頁 （页面存档备份，存于） |
| 3月28日  | 靈媒好神                      | EX         | 緯來日本台 | 石原聰美             | 網頁 （页面存档备份，存于） |
| 4月23日  | 仁醫【第二部】                | TBS        | 緯來日本台 | 大澤隆夫             | 網頁 （页面存档备份，存于） |
| 5月3日   | 鬼太郎之妻                    | NHK        | 緯來日本台 | 松下奈緒             | 網頁 （页面存档备份，存于） |
| 5月25日  | 魔女的復仇                    | KTV        | 緯來日本台 | 菅野美穗             | 網頁 （页面存档备份，存于） |
| 6月2日   | 蒼穹之昴                      | NHK        | 東風衛視   | 田中裕子             | 網頁                        |
| 6月9日   | 女帝薰子                      | EX         | 緯來日本台 | 桐谷美玲             | 網頁 （页面存档备份，存于） |
| 6月17日  | 雙頭犬                        | TBS        | TVBS歡樂台 | 瀧澤秀明             | 網頁                        |
| 7月7日   | 流星                          | CX         | 緯來日本台 | 竹野內豐             | 網頁 （页面存档备份，存于） |
| 7月9日   | 復胖男女                      | NTV        | 緯來日本台 | 相武紗季             | 網頁 （页面存档备份，存于） |
| 7月11日  | 機器女友Q10                   | NTV        | 緯來日本台 | 佐藤健               | 網頁 （页面存档备份，存于） |
| 7月14日  | 幸福鐵板燒                    | NHK        | 緯來日本台 | 瀧本美織             | 網頁 （页面存档备份，存于） |
| 7月21日  | 閃耀夏之戀                    | CX         | 緯來日本台 | 松本潤               | 網頁 （页面存档备份，存于） |
| 8月4日   | BOSS女王2                     | CX         | 緯來日本台 | 天海祐希             | 網頁 （页面存档备份，存于） |
| 8月6日   | 筆談公關小姐                  | MBS        | 緯來日本台 | 北川景子             | 網頁 （页面存档备份，存于） |
| 8月13日  | 名偵探柯南 怪鳥傳説之謎       | YTV        | 緯來日本台 | 溝端淳平             | 網頁 （页面存档备份，存于） |
| 8月19日  | 美女鮮師No.1                  | NTV        | 緯來日本台 | 香里奈               | 網頁 （页面存档备份，存于） |
| 8月20日  | 少年怪醫黑傑克                | NTV        | 緯來日本台 | 岡田將生、           | 網頁 （页面存档备份，存于） |
| 8月27日  | 敲開幸福之門                  | TBS        | 緯來日本台 | 二宮和也             | 網頁 （页面存档备份，存于） |
| 9月17日  | 名偵探柯南 工藤新一密室大推理 | YTV        | 緯來日本台 | 溝端淳平             | 網頁 （页面存档备份，存于） |
| 9月23日  | 天才獸醫                      | TBS        | 緯來日本台 | 小栗旬               | 網頁 （页面存档备份，存于） |
| 10月6日  | 冬櫻之戀                      | TBS        | 緯來日本台 | 草彅剛               | 網頁（页面存档备份，存于）  |
| 10月17日 | 說謊的女人                    | EX         | 緯來日本台 | 永作博美             | 網頁 （页面存档备份，存于） |
| 10月28日 | 今晚我單身                    | TBS        | 緯來日本台 | 本木雅弘             | 網頁 （页面存档备份，存于） |
| 10月29日 | 家政婦女王                    | NTV        | 緯來日本台 | 松嶋菜菜子           | 網頁（页面存档备份，存于）  |
| 11月2日  | 江-戰國三公主                 | NHK        | 緯來日本台 | 上野樹里             | 網頁 （页面存档备份，存于） |
| 11月11日 | 寶貝的生活守則                | CX         | 緯來日本台 | 阿部貞夫、蘆田愛菜   | 網頁 （页面存档备份，存于） |
| 12月10日 | 亂馬1/2                       | NTV        | 緯來日本台 | 新垣結衣             | 網頁（页面存档备份，存于）  |
| 12月13日 | CONTROL 犯罪心理搜查          | CX         | 緯來日本台 | 松下奈緒             | 網頁 （页面存档备份，存于） |
| 12月28日 | 推理要在晚餐後                | CX         | 緯來日本台 | 櫻井翔               | 網頁 （页面存档备份，存于） |